# Bitwa pod Étrelles
Bitwa pod Étrelles to stoczona 6 czerwca 1795 roku bitwa między Szuanami bretońskimi a siłami konwentu.

## Przed bitwą
Generał Humbert z częścią swego garnizonu rozpoczął eskortowanie ważnego zaopatrzenia dla pobliskiego oddziału rewolucyjnego i po drodze wybić szuanów (wielu generałów rewolucji jeśli nie napotkało prawdziwych rojalistów to paliło kilka wsi i rozgłaszało, że wymordowali wrogów ludu). O tym wszystkim dzięki siatce szpiegów dowiedział się kontrrewolucyjny generał Aimé du Boisguy i postanowił ze swoim oddziałem zastawić na wroga zasadzkę.

## Bitwa
Boisguy wysłał 600 swoich ludzi do ataku frontalnego lecz 700 osobowy trzon grupy składający się głównie z dawnych żołnierzy królewskich wysłał do ataku na skrzydła przeciwnika.
Dowódca wojsk wroga dysponował 1500 grenadierów lecz większość z nich myślała, że pierwsze strzały są ich własnej formacji a kiedy zaczęli padać pierwsi republikańscy żołnierze dopiero zareagowali grenadierzy. Szybko odpowiedzieli ogniem ale od tyłu wdarło się około 50 uzbrojonych przez rojalistów chłopów którzy zasiali tak wielki zamęt w szeregach rewolucyjnych, że ich straty sięgnęły 300 ludzi. Kilku żołnierzy konwentu strzelało do własnych a 3 szpiegów rojalistycznych również mordowało republikanów.
Wobec takiej sytuacji Humbert musiał się poddać, chwilę potem odbył rozmowę ze swoim przeciwnikiem po której wypełniono warunki rojalisty: uwolniono kilku prominentnych kontrrewolucjonitów i oddano zaopatrzenie rojalistom.